# Spinoff
Spinoff (engelska: spin-off), även spin-off eller spin off, är en form av avknoppning av något kulturellt fenomen med utgång från det ursprungliga. När det gäller fiktion, såsom TV-serier och långfilmer, kan spinoffens huvudroll vara en eller flera biroller från den ursprungliga, och särskilt förr utspelade sig spinoffen ofta i en annan miljö. Den första spinoffen från en TV-serie anses vara en häst från serien The Gene Autrey Show som fick en egen serie.

## Spinoffer på film och i TV-serier
Det finns många exempel på spinoff-TV-serier: Private Practice som kommer från  Grey's Anatomy, Joey som kom från Vänner, Ravenswood som kommer från Pretty Little Liars,  Frasier som kommer från Skål, Star Trek: The Next Generation, "Star Trek: The Animated Series", "Star Trek: Deep Space Nine", "Star Trek: Voyager", och "Enterprise" kom från Star Trek, CSI: NY och CSI: Miami som kommer från CSI, "Angel" som kom från "Buffy och vampyrerna", "Caprica" som kom från "Battlestar Galactica", "K-9 and Company", "Torchwood", "The Sarah Jane Adventures" och "K9" kommer från "Doctor Who". I Sverige finns till exempel  Riverside som är en spin-off från Andra Avenyn, Café Bärs som är spin-off från Partaj och Terese i kassan som är en spinoff på Trevlig Helg. Det finns även filmer som är spinoff-verk, till exempel U.S. Marshals från Jagad. Det finns också exempel i reality-tv, som HCZ som är en spinoff från FC Z och Criminal Minds: Suspect Behavior från Criminal Minds.

## Litterära verk
Även i litteraturen skrivs spinoff-varianter, som Håkan, baserad på Anders Jacobssons och Sören Olssons verk om Sune. Eddieserien av Viveca Lärn är en spinoff på Mimmiserien.

## Dator- och TV-spel
I dator- och TV-spelsvärlden är spinoffvarianter vanliga. Till exempel har spelserien Sonic the Hedgehog lett till en serie, Tails Adventure, Shadow the Hedgehog, Sonic Riders, Tails' Skypatrol och Knuckles' Chaotix.

## Spinoffer bland tecknade serier
Som exempel kan nämnas att Smurfarna är en spinoff från Johan och Pellevin, och Gnuttarna från Bobo, medan Mutanimals är en spinoff från Teenage Mutant Ninja Turtles Adventures.

## Radio
Det amerikanska dokumentära radioprogrammet This American Life har genererat spinoffprogrammen Serial från 2014 och S-Town från 2017.

## Spinoffer mellan genrer
Musikgrupperna Tyskarna från Lund och Ronny och Ragge började som karaktärer i Varan-TV respektive Byhåla.